# Alex Mineiro
Alex Mineiro (født 15. marts 1975) er en tidligere brasiliansk fodboldspiller.